# 塞凱賴什·哲爾吉
塞凯赖什·哲尔吉（匈牙利語：Szekeres György，或譯乔治·塞凯赖什，1911年5月29日—2005年8月28日），匈牙利-澳大利亞數學家。

## 生平
毕业于布達佩斯大學化學系，當了六年分析化學家。1936年和克莱因·埃斯特（Klein Eszter）結婚。因為他們是猶太人，所以为了逃避納粹迫害，不得不离开匈牙利，逃到中国，搬到上海居住。他们經歷了中国抗日战争，也见证了中华人民共和国的成立。他们的兒子也出生於上海。
1948年，他在澳洲阿德雷得大學得到一個職位。他終於開始被認同為數學家。1964年搬到悉尼，他在新南威爾士大學工作，直到1975年退休。他曾為中學和大學生的數學比賽設計題目。
澳洲數學學會有一個獎章以他命名。

## 幸福結局問題
1933年，塞凱賴什和其他人經常在布達佩斯聚會，討論數學。有一次，愛絲特·克萊提出下面的問題：
給定平面上在一般位置上的五點，證明其中四點可以組成一個凸四邊形。
1935年，塞凱賴什和埃尔德什合寫了一份論文，將這個結果一般化。那篇論文被視為組合幾何的奠基作品之一。因為這個問題成就了塞凱賴什和克莱因的婚姻，所以埃尔德什將這個問題稱為「幸福結局問題」。